# Randall Flagg
Pour les articles homonymes, voir Flagg.
Randall Flagg est un personnage fictif créé par Stephen King et apparaissant dans un rôle d'antagoniste dans ses romans Le Fléau et Les Yeux du dragon, où il tente de plonger le monde dans le chaos, et dans le cycle de La Tour sombre, où son but est d'empêcher Roland de Gilead d'atteindre la Tour. Il peut apparaître sous différents noms, ayant souvent pour initiales R.F., mais le nom qui lui est le plus souvent donné dans La Tour sombre, cycle dans lequel on en apprend le plus sur ce personnage, est Walter o'Dim, un sorcier accompli et quasiment immortel. Il se livre également à la nécromancie, à la prophétie et peut influencer le comportement des êtres humains, ou d'une manière générale de tous les animaux. En dehors des romans de King, Flagg apparaît aussi dans l'adaptation télévisée du Fléau et dans les comics inspirés de La Tour sombre et du Fléau.
Stephen King s'est initialement inspiré de Donald DeFreeze (en), un membre de l'Armée de libération symbionaise, pour créer le personnage de Randall Flagg. Il a donné au personnage son apparence et son concept de voyageur apparaissant de nulle part alors qu'il était à l'université. En sa qualité de méchant le plus connu de l'œuvre de Stephen King, Flagg a été le sujet de nombreuses analyses de la part de critiques littéraires ou d'universitaires.

## Apparitions

### DansLe Fléau
On rencontre pour la première fois Randall Flagg dans Le Fléau, roman post-apocalyptique paru en 1978. À la suite de la propagation d'un virus tuant 99,4 % de la population, les survivants rêvent de deux êtres qui vont les amener à rejoindre soit le « camp du Bien » à Boulder (Colorado), soit le « camp du Mal » à Las Vegas (Nevada). Ce dernier est dirigé par un homme surnommé « l'Homme Noir » ou encore « le Marcheur », mais qui se fait principalement appeler Randall Flagg. Il se présente sous l'apparence d'un homme à l'âge indéfini, portant des jeans et un blouson délavés et des bottes de cow-boy, et est doté de pouvoirs surnaturels, pouvant lire dans les pensées et influencer le comportement, jusqu'à rendre fou d'un simple regard.
Le passé de Flagg est assez flou dans le roman, lui-même n'ayant que très peu de souvenirs de son existence avant la propagation du fléau, se rappelant néanmoins avoir été membre du Ku Klux Klan et avoir participé à l'enlèvement de Patty Hearst. Il attire à Las Vegas tous les survivants ayant un faible pour le pouvoir ou la destruction. Avec ses disciples, il réorganise la société à son image, par la force et la terreur, tout en planifiant d'éradiquer le groupe adverse situé dans le Colorado. Néanmoins, à la fin du roman, toute la ville est détruite par une bombe nucléaire apportée par un fidèle de Flagg et déclenchée par la « Main de Dieu ». 
Dans la version intégrale du roman, parue en 1990, après la destruction de Las Vegas, Randall Flagg réapparaît dans l'épilogue allongé sur une plage, rassemble peu à peu ses souvenirs et rencontre un groupe d'individus limités, qui se mettent aussitôt à le vénérer. Il prend alors un nouveau nom, avec les mêmes initiales : Russel Faraday.

### DansLes Yeux du dragon
Randall Flagg apparaît ensuite dans Les Yeux du dragon, roman paru en 1984 dans lequel il incarne un puissant sorcier, dont le visage est caché sous une capuche sombre, dans le royaume médiéval de Delain. Afin de faire sombrer le royaume de Delain dans le chaos, il empoisonne le roi Roland et fait accuser son fils aîné, Peter, l'héritier du trône. C'est ainsi Thomas, le fils cadet beaucoup plus malléable, qui accède au trône. Flagg peut alors exercer tout son pouvoir sur le royaume et le faire plonger dans les ténèbres. À la fin du roman, Thomas finit cependant par s'avouer la vérité au sujet de la mort de son père et trouve la force de se confronter à Flagg, qui est alors blessé par une flèche lui transperçant l'œil. Randall Flagg fuit le royaume, pourchassé par Thomas et son serviteur, Dennis.

### Dans le cycle deLa Tour sombre
Flagg apparaît finalement sous plusieurs visages dans la série La Tour sombre, où il est l'un des principaux antagonistes de Roland de Gilead, personnage central de la saga. Dans Le Pistolero, il est Walter o'Dim, l'homme en noir poursuivi à travers le désert par Roland de Gilead. Celui-ci finit par le rattraper à la fin du volume et ils ont alors tous les deux une longue conversation au cours de laquelle Flagg donne à Roland des indications sur la nature de la Tour et sur ce qui l'attend dans le futur. Roland finit par sombrer dans un profond sommeil et, quand il se réveille, il ne découvre que des ossements à la place de Flagg, supposant ainsi, à tort, qu'il est mort. Dans la version révisée du roman, publiée en 2003 afin d'améliorer la cohérence de ce premier volume avec les volumes ultérieurs, Stephen King laisse à penser aux lecteurs que Randall Flagg a également pris l'identité de Marten Largecape, le magicien de Steven Deschain, le père de Roland. On apprend que Marten Largecape a eu une relation avec Gabrielle, la mère de Roland, et qu'il conspire avec le Roi Cramoisi pour la chute de la Tour sombre.
Dans Terres perdues, le troisième volet de la saga, Flagg arrive dans la cité de Lud, où il sauve Andrew Quick, l'Homme Tic-Tac, grièvement blessé par Roland, et en fait son serviteur. Il se présente à lui sous le nom de Richard Fannin, l'Étranger sans Âge. Dans le tome suivant, Magie et Cristal, lorsque Roland raconte ses aventures vécues à l'âge de quatorze ans dans la baronnie de Mejis, il est confirmé que Marten Largecape est bien Randall Flagg. On apprend aussi que Flagg, en tant que Walter o'Dim, est responsable de la destruction de Gilead, la patrie de Roland, et que Cuthbert Allgood, ami d'enfance de Roland, se fait tuer à la bataille de Jericho par Rudin Filaro, une autre identité de Flagg. À la fin du volume, Flagg somme Roland et ses amis d'abandonner leur quête mais préfère éviter une confrontation directe avec eux.
Dans Les Loups de la Calla, Flagg fait une brève apparition, sous les traits de Walter o'Dim, quand il rencontre le Père Callahan à l'arrivée de celui-ci dans l'Entre-Deux-Mondes, et lui remet la « treizième noire », l'une des treize boules de cristal de l'arc-en-ciel du magicien, dans l'espoir qu'elle tuera Roland quand celui-ci aura rencontré le père Callahan et sera entré en possession de la boule. Dans Le Chant de Susannah, on retrouve une nouvelle fois Randall Flagg sous son identité habituelle. Il conclut un pacte avec la succube Mia afin qu'elle porte et donne naissance à Mordred Deschain, un être qui sera en même temps le fils de Roland de Gilead et du Roi Cramoisi.
Enfin, dans le septième et dernier volet, La Tour sombre, on apprend que Randall Flagg est né sous le vrai nom de Walter Padick, fils d'un modeste meunier de Delain. Il choisit de fuguer à l'âge de treize ans pour suivre sa propre voie et, malgré ses difficultés à survivre, se faisant notamment violer par un compagnon de route, il poursuit obstinément sa funeste destinée (dans The Road of the Dark Tower, Bev Vincent suggère que la volonté de Flagg de détruire Delain est une sorte de revanche pour ce qu'il a enduré quand il était enfant). Il acquiert des pouvoirs magiques très puissants, devient quasiment immortel et entre au service du Roi Cramoisi. Flagg devient son premier ministre, mais a en fait l'intention de s'approprier les pouvoirs de la Tour pour lui seul et de s'en servir pour devenir le dieu de toute existence. Afin de tuer Roland, principal obstacle sur sa route, Flagg a l'intention de se servir de Mordred Deschain, lui prêtant faussement allégeance, mais il sous-estime les pouvoirs de Mordred, qui devine ses véritables intentions et finit par le tuer et le dévorer.
Dans La Clé des vents, volume écrit ultérieurement mais se situant chronologiquement entre Magie et Cristal et Les Loups de la Calla, Roland conte à ses compagnons une histoire dans laquelle Flagg apparaît sous les traits d'un collecteur de taxes et envoie Tim, le personnage central, dans une quête périlleuse en lui fournissant un mélange de véritables et de fausses informations. Il n'est pas nommé et seules les initiales RF/MB sont un indice de son identité mais King a confirmé plus tard qu'il s'agissait bien de Flagg.

### Possibles autres apparitions
Dans le recueil Cœurs perdus en Atlantide, lié à La Tour sombre, l'un des personnages principaux, Carol Gerber, est entraînée par un homme du nom de Raymond Fiegler dans un groupe d'activistes qui vont jusqu'à faire exploser une bombe. King n'a jamais confirmé que Fiegler était en réalité l'une des identités de Flagg, mais Christopher Golden et Hank Wagner, coauteurs de The Complete Stephen King Universe, ont très peu de doutes sur le fait qu'il s'agisse de la même personne étant donné les initiales R.F. et les ressemblances que présentent les actions et les méthodes de Fiegler avec celles de Flagg.
Dans le roman Bazaar, un mystérieux individu du nom de Leland Gaunt (qui se révèle finalement être un démon) arrive dans la ville de Castle Rock dans le but d'y semer le chaos et de s'emparer des âmes de ses habitants. Bien que ses initiales ne soient pas R.F. (même s'il est à noter que L.G. sont les dernières lettres du prénom et du nom de Flagg), Gaunt présente de nombreuses similitudes avec Flagg du point de vue de ses objectifs et de ses pouvoirs et, pour George W. Beahm, auteur du Stephen King Companion, il est fort probable que tous deux ne soient qu'une seule et même personne.
Dans La Tempête du siècle, le personnage de Linoge ressemble à Randall Flagg. Tout comme Flagg dans Le Fléau, son nom est « légion » (anagramme de Linoge), il pratique la magie noire, et il souhaite avoir un fils.
Dans le roman court Gwendy et la Boîte à boutons, un personnage nommé Richard Farris tient un rôle essentiel en apparaissant au début et à la fin du récit. Il est fort possible que Farris ne soit autre qu'une incarnation de Flagg.

### Au cinéma et à la télévision
Pour jouer le rôle de Randall Flagg dans l'adaptation télévisée du Fléau, le réalisateur Mick Garris et les producteurs avaient avancé les noms d'acteurs célèbres, tels que Christopher Walken, James Woods, Willem Dafoe ou Jeff Goldblum. Miguel Ferrer, qui a finalement joué le rôle de Lloyd Henreid, le bras droit de Flagg, était également intéressé par le rôle. Mais Stephen King avait sa propre idée sur la question, voulant quelqu'un qui susciterait la compassion dans le cœur des femmes et qui ressemblerait au type d'homme que l'on peut voir sur les couvertures de romans d'amour. Il persuada donc les producteurs d'engager un acteur qui ne soit pas connu du grand public, et le rôle finit donc par échoir à Jamey Sheridan.
La performance d'acteur de Sheridan dans le rôle de Flagg a été plutôt bien accueillie par les critiques. Erik Childress, du Apollo Movie Guide, écrit que Sheridan surpasse (avec Gary Sinise) tout le reste de la distribution, pourtant excellente à ses yeux. Ken Tucker, d'Entertainment Weekly, pense que Sheridan délivre la meilleure performance d'acteur, donnant une « intensité sinistre » au personnage. Au sujet de l'apparence physique du personnage, Tucker écrit qu'il a « un look de premier rôle », avec ses cheveux d'une star débauchée du heavy metal, et qu'il est inquiétant même sans son maquillage démoniaque. Et Douglas E. Winter, du magazine Fangoria, pense que Sheridan était peut-être un peu jeune pour le rôle mais qu'il donne une représentation crédible du personnage, ajoutant qu'il a « la démarche assurée d'Elvis Presley, l'emprise de David Koresh et autant de folie qu'un personnage peut en avoir à la télévision ». À l'inverse, Scott Von Doviak estime dans son livre que le choix de Sheridan est « la plus grosse erreur de casting » de la mini-série et que son interprétation est tout sauf effrayante.
En mars 2016, lorsque le projet de film sur La Tour sombre se concrétise après plusieurs années de préproduction, Matthew McConaughey est engagé pour interpréter le rôle de Randall Flagg, l'homme en noir. Pour Gilles Penso, de L'Écran fantastique, McConaughey « crève l'écran » et « son sourire carnassier, son regard fou et sa cruauté désinvolte sont conformes à l'image que le lecteur se fait de Randall Flagg » .

### Dans les comics
Depuis 2007, Marvel Comics publie une série de comics servant de préquelles à la saga de La Tour sombre. Flagg y joue un rôle important, y apparaissant sous les traits de Marten Largecape et de Walter o'Dim. Au mois d'avril 2009, Marvel a publié un numéro spécial intitulé The Dark Tower: Sorcerer, et centré sur le personnage de Flagg. Dans ce comic, les origines du personnage sont différentes de celles décrites dans les romans. Flagg est présenté comme un bâtard d'un puissant sorcier adopté par le couple de meuniers et qu'il assassine ses parents adoptifs en incendiant leur moulin. Le comic révèle également comment Flagg / Marten a empoisonné le frère cadet de Roland et comment il éprouve des sentiments amoureux pour Gabrielle, la mère de Roland. La sœur de Flagg, qui a eu des relations incestueuses avec son frère, est jalouse de cet amour et manipule Roland pour qu'il tue sa mère (alors qu'il est manipulé en ce sens par Rhéa du Cöos dans Magie et Cristal). Flagg emprisonne alors sa sœur et jure de se venger de Roland pour la mort de Gabrielle.
Robin Furth, scénariste du comic, estime que le personnage est « l'un des plus effrayants que Stephen King a créé. Il apporte l'anarchie et le chaos avec lui de livre en livre et est une figure démoniaque et, en tant que tel, est l'un des grands antihéros de la fiction populaire contemporaine ». Furth ajoute que « voyager dans son esprit est une expérience assez sauvage et parfois effrayante. Vous devez vous rendre dans des endroits très sombres ».
Marvel publie également, depuis 2008, une adaptation du Fléau en comics. Le scénariste Roberto Aguirre-Sacasa décrit Flagg comme « Nos pires cauchemars ayant pris (plus ou moins) forme humaine. C'est le côté sombre du rêve américain. Il n'est pas le Diable en personne mais il en est très proche ». Le dessinateur Mike Perkins dit quant à lui que « Flagg devait être dessiné moins comme un homme que comme une force de la nature. Ses cheveux cachent les traits de son visage, qui est quasiment toujours dans l'ombre. C'est la créature qui se cache sous votre lit, dans votre placard, dans vos cauchemars. Vaguement familière mais complètement terrifiante ».

## Création du personnage
Dans son livre Anatomie de l'horreur, Stephen King attribue son idée initiale du personnage de Flagg à Donald DeFreeze (en), membre de l'Armée de libération symbionaise et responsable de l'enlèvement de Patty Hearst. King écrivait sur cette affaire d'enlèvement et commença sa description de DeFreeze par les mots « Donald DeFreeze est un homme sombre ». Il se rappelait des images prises pendant le braquage d'une banque par le groupe, et comment DeFreeze y était visible en partie seulement, le visage caché sous un large chapeau. On pouvait par conséquent seulement faire des conjectures sur sa véritable apparence. King ajouta alors à sa description « Un homme sombre sans visage ». Peu après, il commençait l'écriture du Fléau et développait le personnage de Randall Flagg.
Plus tard, en 2004, King ajouta que l'aspect du personnage et son concept de voyageur lui était venu alors qu'il était encore à l'université. Cette vision lui inspira un poème, The Dark Man, au sujet d'un homme qui voyage en train et avoue avoir commis des meurtres et des viols. Pour l'écrivain, Flagg est intéressant car c'est un méchant qui se sent exclu, un spectateur qui regarde les autres depuis l'extérieur. King pense que le personnage était présent en lui dès le début de sa carrière littéraire.

## Caractérisation
La caractéristique principale de Randall Flagg est qu'il représente l'incarnation du mal. Son but est d'abattre la civilisation, généralement en répandant la destruction et en semant les graines de conflits. Quand Stephen King a représenté Flagg pour la première fois, dans Le Fléau, il s'est basé sur sa propre vision du mal. C'est « quelqu'un de très charismatique, qui rit beaucoup, extrêmement attirant à la fois pour les hommes et pour les femmes, et qui réveille ce qu'il y a de pire en nous ». Dans Le Fléau, Flagg est la personnification du mal tout comme Mère Abigaël est celle du bien. Il représente un mal très puissant mais n'est pas le Diable pour autant, et ses pouvoirs vont d'ailleurs en diminuant à la fin du roman. Cependant à l'instar de Satan, Flagg est toujours à la recherche d'individus prêts à lui offrir leur âme en échange de la réalisation de leurs désirs. Il apparaît à chacun sous une forme différente mais son message reste toujours le même. Pour l'écrivain, « Flagg est l'archétype de tout ce que je sais du mal véritable. C'est quelqu'un de vide intérieurement, qui se nourrit des haines, des peurs, des rires et des ressentiments des autres ».
Tony Magistrale, qui a écrit plusieurs livres sur l'œuvre de King et celle d'Edgar Allan Poe, voit dans le personnage de Flagg un méchant shakespearien, le comparant à des personnages comme Iago dans Othello, Edmond dans Le Roi Lear, ou encore Richard III, et allant jusqu'à dire qu'il est un antihéros. Il établit que la malfaisance de Flagg est basée sur son aptitude à créer des conflits là où il n'y en avait jamais eu auparavant, et à détruire des choses simplement parce qu'elles existent. Le pouvoir n'est pour lui qu'un moyen d'atteindre un degré encore plus élevé de destruction. Dans son livre, Stephen King: From the Gothic to Literary Naturalism, Heidi Stringell trouve que Flagg est l'incarnation du mal le plus absolu, affirmation validée pour elle par le fait qu'il soit à la fois « un assassin, un semeur de discordes, un menteur et un tentateur ». Sa disparition à la fin du Fléau est la signification que le mal ne conduit finalement nulle part. Stringell continue en appelant Flagg un « hybride générique » entre deux archétypes : « l'Homme sombre » (The Dark Man) et « le Filou » (The Trickster). C'est la combinaison des caractéristiques de ces deux archétypes, que l'on retrouve dans différentes cultures, qui force les gens à comparer leur « humanité pleine de vices » à l'amoralisme que Flagg représente.

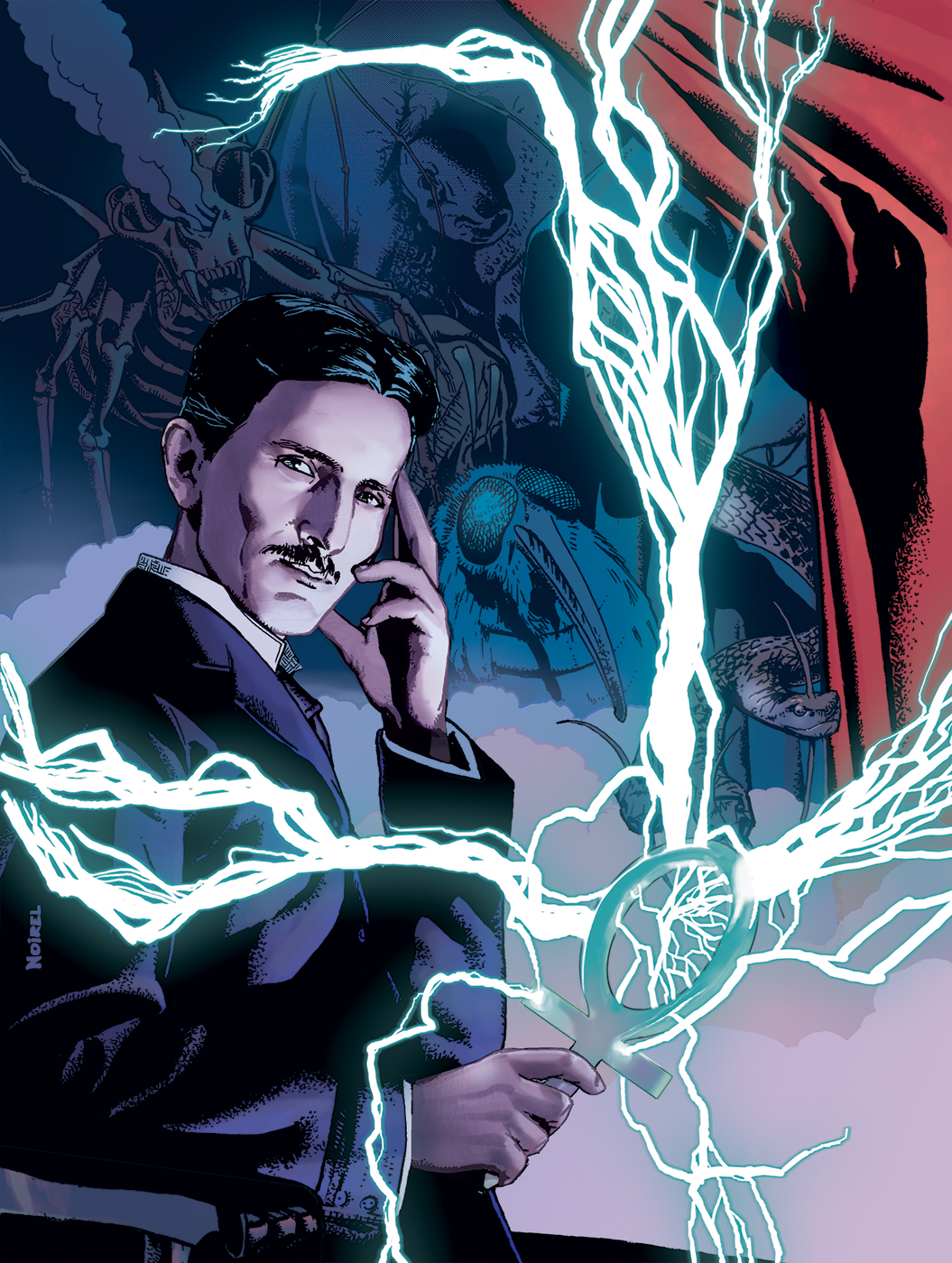
Nyarlathotep représenté sous les traits de Nikola Tesla. Illustration de Julien Noirel pour l'adaptation en bande dessinée du poème en prose Nyarlathotep (1920) de Howard Phillips Lovecraft.

Douglas Winter estime que Flagg personnifie en fait le méchant gothique, une incarnation atavique du mal, car il apparaît comme indistinct, changeant perpétuellement d'identités et de visages. Il symbolise « la crainte du retour des puissances de jadis, autant sur le plan technologique que sur le plan politique, comme son nom l'indique » À l'instar des autres méchants gothiques, les plans de Flagg semblent devoir échouer à chaque fois, tout comme il semble avoir besoin de convaincre les autres de son importance. Winter le compare à un surhomme de l'œuvre de John Milton, tirant sa force d'une source obscure et mystérieuse, et établit aussi un parallèle avec Sauron, du Seigneur des anneaux, tous les deux s'effondrant quand ils sont directement confrontés. Conny L. Lippert et Heidi Strengell évoquent les similitudes entre Flagg et l'entité lovecraftienne Nyarlathotep, décrits tous deux comme des messagers apocalyptiques qui endossent la défroque de conférenciers ambulants capables d'envoûter les foules grâce à un savant mélange de prêches et de technologie. De fait, Nyarlathotep est cité dans Le Fléau comme l'un des nombreux pseudonymes de Flagg,. Alissa Stickler décrit quant à elle Flagg comme une « interprétation contemporaine d'un spécialiste du Moyen Âge des thèmes du mal et de la magie ». Elle compare sa présence à celle de Merlin chuchotant dans l'oreille d'Arthur, et note qu'il est politiquement puissant à la fois dans Le Fléau et dans Les Yeux du dragon mais qu'il utilise son pouvoir différemment dans les deux romans et va à l'encontre des descriptions du mal et de la sorcellerie telles qu'elles étaient faites au Moyen Âge. En effet, Stickler explique qu'il ne semble pas y avoir une puissance plus élevée de laquelle Flagg tire ses pouvoirs, alors que c'est habituellement le cas avec le mal traditionnel. Flagg apparaît plus comme un mal plus humain, qui se retourne finalement contre lui. Les connaissances surnaturelles de Flagg sont loin d'être infaillibles, et même s'il apparaît comme terrifiant grâce à la narration de King, il n'est pas le mal absolu. Stickler conclut en établissant que Flagg représente le monstre médiéval à la fois dans le passé et dans le futur, ce qui conteste et soutient en même temps la perception qu'en avait les érudits du Moyen Âge.
Cette représentation de Flagg a cependant ses détracteurs. Ainsi, Lyon Sprague de Camp, dans son essai The Glass-Eyed Dragon, critique l'aspect de Flagg dans Les Yeux du dragon, estimant qu'il est l'un des personnages les moins crédibles du roman car il est trop maléfique pour être plausible. Selon lui, il est difficile de croire dans un mal absolu, car même des hommes tels que Hitler et Staline pensaient vraiment qu'ils rendaient le monde meilleur par leurs actions. Flagg, à l'inverse, prend du plaisir uniquement en causant la destruction et le chaos et ne réalise pas qu'il ne tire aucun bénéfice de ses actions.
Par ailleurs, la représentation du mal n'est pas la seule caractéristique du personnage à avoir été décelée par les critiques. Ainsi, Joseph Reino estime que la présence de Flagg dans Le Fléau est « la version de Stephen King d'un Big Brother pestilentiel ». Et Tony Magistrale revisite le personnage en le comparant à Norman Mailer. Magistrale déclare que, dans Le Fléau, Flagg donne au lecteur une « illustration de la vision désapprobatrice et amère de King sur l'Amérique moderne » car il représente la conséquence naturelle du culte de la technologie et le sacrifice de l'intégrité morale au profit de la productivité.